# Carovilli
Carovilli község (comune) Olaszország Molise régiójában, Isernia megyében.

## Fekvése
A megye központi részén fekszik. Határai: Agnone, Miranda, Pescolanciano, Roccasicura és Vastogirardi.

## Története
A mai település helyén az ókorban egy kis római falu létezett, mely nevét Spuris Carvilius konzulról kapta. Első írásos említése a 14. századból származik. A 19. században nyerte el önállóságát, amikor a Nápolyi Királyságban felszámolták a feudalizmust.

## Népessége
A népesség számának alakulása:

## Főbb látnivalói
- Lupói Szent István szülőháza
- Santa Maria Assunta-templom
- San Domenico-templom